# Ataques al arte por el clima
Los ataques al arte por el clima son una serie de ataques a obras de arte que ocurren alrededor del mundo, especialmente en Europa, para concienciar de los efectos del calentamiento global.

## Incidentes
El 25 de mayo de 2022, fue atacado el cuadro de La Gioconda, del museo del Louvre de París. En primer lugar, no se conocían los motivos. «Hay personas que están destruyendo la Tierra (...) Los artistas, piensen en la Tierra. Por eso lo he hecho. Piensen en el planeta» dijo el atacante. El autor fue un hombre disfrazado de anciana que saltó de una silla de ruedas antes de atacar el cristal. El 21 de octubre, Phoebe Plummer y Anna Holland lanzaron un bote de tomate de Heinz en frente del cuadro de Van Gogh Los girasoles en la Galería Nacional. El 22 de octubre, unos activistas tiraron puré de papas sobre un cuadro de Claude Monet en una galería de arte en Potsdam. El 18 de noviembre, unos activistas rociaron de harina una obra de Andy Warhol en Milán.

## Razones
Los ataques al arte no son algo nuevo, el valor del arte en la sociedad, tanto económicamente como socialmente, provocan que gran parte de la sociedad se entere de los hechos.

Phoebe Plummer, una de las activistas de Just Stop Oil, dijo que las razones de este ataque fueron:
Estamos usando estas acciones para llamar la atención de los medios para que la gente hable de esto ahora y sabemos que la resistencia civil funciona, la historia nos ha demostrado que esto funciona.

## Impacto y opiniones

### Mediático
La prensa ha cubierto gran parte de las acciones de ataques al arte.
Este impacto mediático ha provocado una oleada de críticas en redes sociales, basadas en la desinformación, pero también en repulsa del ataque al arte. Algunas de estas críticas fueron hacia las activistas, y en otros casos, fueron memes, chistes o noticias de desinformación.
Críticos en arte opinan que el arte es más valioso que estas acciones, aunque otras personas argumentan que el planeta vale más que el arte.

### Político
Debido a los ataques al arte, varias acciones climáticas se han llevado a cabo. En la Conferencia de las Naciones Unidas sobre el Cambio Climático de 2022 se trató de hacer frente a las peticiones de las activistas, y varios políticos se han posicionado a favor de los activistas. Ossian Smyth, ministro del Partido Verde de medio ambiente de Irlanda, opina que es una buena idea de protestar contra el cambio climático atacando al arte.